# A kismenő
A kismenő (eredeti cím: Mr. Deeds) 2002-ben bemutatott amerikai filmvígjáték, melyet Steven Brill rendezett és Tim Herlihy írt. A főszerepben Adam Sandler, Winona Ryder, Peter Gallagher, Jared Harris, Allen Covert, Erick Avari és John Turturro látható. A film az 1936-os Frank Capra Váratlan örökség című film remakeje. A filmet az Amerikai Egyesült Államokban 2002. június 28-án mutatták be, Magyarországon szeptember 26-án az InterCom Zrt. jóvoltából.
Egy kedves, kisvárosi fickó megörököl egy médiakonglomerátum többségi tulajdonrészét, és a maga módján elkezd üzletelni.

## Cselekmény
A multimilliárdos Preston Blake (Harve Presnell) halálra fagy, amikor felér a Mount Everest csúcsára. Mivel nincs közvetlen örököse, nem egyértelmű, ki fogja örökölni Blake hatalmas vagyonát. Igazgatótanácsa felfedezi, hogy van egy eleven unokaöccse, Longfellow Deeds (Adam Sandler), aki pizzériát vezet a New Hampshire-i Mandrake Fallsban, ahol üdvözlőkártyákat is ír. Deedst New Yorkba röpteti Chuck Cedar üzletember (Peter Gallagher), aki átmenetileg a Blake Mediát irányítja. Miután Deeds megérkezik, terveket készítenek arról, hogy eladja a cégben lévő részvényeit Cedarnak, és 40 milliárd dollárral térjen haza. Deeds New Yorkban marad, amíg a jogi részleteket kidolgozzák.
A sztori jelentős újdonság, és a riporter Babe Bennett (Winona Ryder), aki az Inside Access nevű bulvár televíziós műsornak dolgozik, be akar szállni a bennfentes történetbe. Megkéri munkatársát, Marty-t (Allen Covert), hogy tegyen úgy, mintha ellopná a táskáját Deeds szeme láttára, aki "megmenti" Babe-et. A lány ezután úgy megy el vele, mintha "Pam Dawson", egy iowai iskolai ápolónő lenne. Bár Babe kezdetben csak egy karrierépítő sztorit akart, végül beleszeret a csalhatatlanul lágyszívű Deedsbe. Elhatározza, hogy elmondja neki, ki is ő valójában, de az Inside Access Cedarral (aki Martytól tudta meg az igazságot) egyetértésben előbb Deedsnek fedi fel az igazságot. Deeds összetört szívvel úgy dönt, hogy hazatér Mandrake Fallsba azzal a biztosítékkal, hogy a cég Blake tiszteletére nyitva marad, és a 40 milliárd dollárt az Egyesült Néger Főiskolai Alapítványnak adományozza.
Miután visszatér Mandrake Fallsba, Deeds megtudja barátjától, Beteg Szemtől (Steve Buscemi), hogy Cedar el akarja adni a vállalatot, aminek következtében több ezer alkalmazott veszíti el a munkáját. Babe követi Deedst Mandrake Fallsba, hogy visszaszerezze őt. Miután megmenti az életét, amikor átesik a jégen egy tó felett, a férfi visszautasítja őt, mondván, hogy nem igazán tudja, ki is ő valójában.
Egy részvényesek közgyűlésén Cedar mindenkit meggyőzött, hogy adják el a céget, amíg Deeds, aki egyetlen részvényt vásárolt, meg nem érkezik, és mindenkit meggyőz, hogy ne adják el. Cedar azonban a részvények többségét ellenőrzi, és az eladást jóváhagyják. Babe megérkezik, miután tanulmányozta Blake ellopott naplóját, és megállapította, hogy Blake régi komornyikja, Emilio Lopez (John Turturro) valójában Blake törvénytelen fia, és a cseléddel folytatott viszonya miatt ő az igazi örökös. Emilio azonnal átveszi az irányítást a Blake Media felett, és kirúgja Cedart. Babe kibékül Deedsszel, miután bevallja, hogy szereti őt. Emilio megköszöni Deedsnek a támogatását, és egymilliárd dollárt ad neki.
Deeds a pénz egy részét egy vörös Chevrolet Corvette-re költi Mandrake Fallsban, és visszatér a pizzériába Babe-el.

## Szereplők
| Szerep               | Színész         | Magyar hang         |
| -------------------- | --------------- | ------------------- |
| Longfellow Deeds     | Adam Sandler    | Csőre Gábor         |
| Babe Bennett         | Winona Ryder    | Nagy-Kálózy Eszter  |
| Emilio Lopez         | John Turturro   | Józsa Imre          |
| Marty                | Allen Covert    | Galbenisz Tomasz    |
| Chuck Cedar          | Peter Gallagher | Kőszegi Ákos        |
| Mac McGrath          | Jared Harris    | Galkó Balázs        |
| Beteg Szem           | Steve Buscemi   | Csuja Imre          |
| Reuben               | J.B. Smoove     | Welker Gábor        |
| Murph                | Peter Dante     | Kálloy Molnár Péter |
| Nazo, az olasz futár | Rob Schneider   | Vizy György         |

## Bevétel
Bár a kritikusok elítélték a filmet, viszont bevételi szempontból jelentős pénzügyi sikert aratott:
Egyesült Államok: 126 293 453 dollár
Nemzetközi: 44 976 084 dollár
Bruttó világszerte: 171 269 537 dollár

### Számlista
| #   | Cím                       | Hossz |
| --- | ------------------------- | ----- |
| 1.  | Where Are You Going       | 3:52  |
| 2.  | Sing                      | 3:48  |
| 3.  | Let My Love Open the Door | 2:44  |
| 4.  | Sweetest Thing            | 3:03  |
| 5.  | Wrong Impression          | 4:15  |
| 6.  | Happy in the Meantime     |       |
| 7.  | Island in the Sun         | 3:20  |
| 8.  | Friends & Family          |       |
| 9.  | Space Oddity              | 5:15  |
| 10. | Falling                   |       |
| 11. | Go to Town                |       |
| 12. | I’ve Seen All Good People | 3:21  |

## Fordítás
- Ez a szócikk részben vagy egészben  a   Mr. Deeds című angol Wikipédia-szócikk fordításán alapul.  Az eredeti cikk szerkesztőit annak laptörténete sorolja fel. Ez a jelzés csupán a megfogalmazás eredetét és a szerzői jogokat jelzi, nem szolgál a cikkben szereplő információk forrásmegjelöléseként.